# Fair Lawn
Fair Lawn é um distrito localizado no estado americano de Nova Jérsei, no Condado de Bergen.

## Demografia
Segundo o censo americano de 2000, a sua população era de 31.637 habitantes.
Em 2006, foi estimada uma população de 31.246, um decréscimo de 391 (-1.2%).

## Geografia
De acordo com o United States Census Bureau tem uma área de
13,5 km², dos quais 13,4 km² cobertos por terra e 0,1 km² cobertos por água.

## Localidades na vizinhança
O diagrama seguinte representa as localidades num raio de 4 km ao redor de Fair Lawn.